# Reiner Giese
Reiner Giese (* 3. Dezember 1944 in Schloss Wallwitz, Landkreis Guben) ist ein deutscher Politiker (SPD).
Giese machte ab 1961 eine Verwaltungslehre beim Senat von Berlin. 1967 machte er die Laufbahnprüfung und arbeitete zunächst als Beamter im Abgeordnetenhaus von Berlin. Er wechselte später in das Auswärtige Amt in Bonn.
1964 trat Giese der SPD bei. Bei der Berliner Wahl 1975 wurde er über die Bezirksliste Neukölln in das Abgeordnetenhaus von Berlin gewählt, dem er bis 1979 angehörte.